# Stora samhällsbyggarpriset
Stora samhällsbyggarpriset var en svensk arkitekturutmärkelse, som åren 2006–12 delades ut för ett byggnadsverk i Sverige. Bakom priset stod branschorganisationer inom byggbranschen, bland andra Sveriges Byggindustrier och Sveriges Arkitekter. Priset var en efterföljare till det tidigare Årets byggen, som delades ut av tidskriften Byggindustrin under åren 1991–2005.
Stora samhällsbyggarpriset tilldelades byggherren för ett nyligen färdigställt byggnadsverk eller anläggning av "hög kvalitet, tillkommen genom föredömlig samverkan mellan de olika aktörerna i samhällsbyggnadsprocessen" och delades ut på branschdagen Samhällsbyggardagen. Juryn utsågs av arrangörerna, vilka också hade finansierat priset.

## Pristagare
- 2006: Östra Gårdsten, Gårdstensbostäder
- 2007: Götaleden, Vägverket Region Väst
- 2008: Uppsala Konsert & Kongress, Uppsala kommun
- 2009: Hus Vänern, Karlstads universitet
- 2010: Bostadsprojekt Limnologen i Växjö
- 2011: Citytunneln i Malmö[2]
- 2012: Messingenhuset i Upplands Väsby